# Benito Pérez Brito
Benito Pérez Brito de los Ríos y Fernández Valdelomar (né en 1747, à Barcelone et mort le 3 août 1813 à Panama) est un officier militaire espagnol et un officier colonial. Du 21 mars 1812 à novembre 1812, il est vice-roi de la Nouvelle-Grenade.

## Biographie

### Début de carrière
Pérez entre dans l'armée en 1762 en tant que cadet du régiment de Navarre. Il grimpe les échelons jusqu'à celui de field marshal. Il occupe différents postes en Amérique parmi lesquels lieutenant du roi à Puerto Rico et à La Havane. Après cela il est nommé capitaine général et intendant du Yucatàn, poste qu'il occupe de 1800 à 1811.

### Comme vice-roi de la Nouvelle-Grenade
En août 1810, il est nommé vice-roi de la Nouvelle-Grenade en remplacement de Francisco Javier Venegas (qui n'a jamais réellement exercé la fonction). Il s'arrête tout d'abord à Mérida et La Havane pour accumuler des ressources et reconquérir Cartagena qui est aux mains des rebelles. Il fait de Portobelo au Panama sa capitale, du fait que celle de la vice-royauté, en l'occurrence Bogotà l'est aussi. Il arrive à Portobelo le 19 février 1812, sans prendre de renforts militaires.
Il établit l'Audiencia à Bogotà (21 février). Le 21 mars suivant, il est couronné comme vice-roi. Il tente d'aider les royalistes de Santa Marta.
Il meurt au Panama le 3 août 1813. Quatre jours plus tard, Simón Bolívar fait son entrée triomphale à Caracas, sa ville natale, rétablissant la République vénézuélienne.

## Sources
- (en) Cet article est partiellement ou en totalité issu de l’article de Wikipédia en anglais intitulé « Benito Pérez Brito » (voir la liste des auteurs).